# Рейн Старс
Рейн Старс — немецкий баскетбольный клуб из города Кёльн.

## О клубе
Клуб основан в 1999 году под названием «Cologne 99ers», через два года спонсором стала компания РейнЭнерги, и клуб был переименован в «RheinEnergie Köln». В 2001 году Кёльн вышел в Бундеслигу и в первый же год выиграл 3 место чемпионата. В 2002 году «РейнЭнерги» принял участие в Кубке УЛЕБ, и вышел в плей-офф. В сезоне 2003-04 годов, клуб выиграл Кубок Германии, в Кубке УЛЕБ дошел до стадии плей-офф. Следующий сезон вновь принес Кёльну победу в Кубке Германии и выход в плей-офф Кубка УЛЕБ. В сезон 2005-06 клуб стал чемпионом Германии, победив в финальной серии «Альбу» — 3:1, в Кубке ФИБА команда дошла до 1/4 финала.
Спустя 7 лет с момента основания, в сезоне 2006-07 команда дебютировала в Евролиге, однако выступила неудачно заняв последнее место в группе, на внутренней арене был выигран 3-й Кубок Германии. В 2008 году клуб обанкротился, и в настоящее время выступает в Оберлиге1 (низшая региональная лига).

## Титулы
- Чемпионат Германии: 2006 — 1 место
- Кубок Германии: 2004, 2005, 2007

## Известные игроки
- Марцин Гортат  (2003-07)
- Саша Обрадович  (2001-05)
- Маркус Фэйсон  (2006)

## Известные тренеры
- Светислав Пешич  (2001-02)
- Саша Обрадович